# 香田晋
香田 晋（こうだしん、1967年10月12日 - ）は、日本の演歌歌手。2012年にゴールデンミュージックプロモーションを退社して芸能界を引退した。

## 来歴
中学2年まで北九州市八幡東区に居住し、高校卒業まで岡山県倉敷市で育つ。生活のため旅館に住み込みで働く母と、長く離れて暮らした。不良少年で「中学3年生の時、ヤクザの女に手を出して車で拉致された」とテレビ番組で語っている。
実父は生後間もなく失踪して建設現場で事故死した。母は再婚し、香田は義父を実父と思って育つが小学5年時に事実を知らされる。両親は不仲から別居し、香田は母と生活していたが、14歳で母と別れて岡山県の親族宅へ移る。上京前に4年ぶりに母と再会したが、歌手デビュー翌年の1990年に母は41歳で死去した。義父は健在で、旅番組で共演したこともある。
1985年、ラジオ番組『船村徹の演歌巡礼』で行われたカラオケ大会に出演。『兄弟船』を歌い、船村徹にスカウトされる。高校卒業後に上京し3年間の内弟子生活（歌のレッスンは一度だけで、料理やマキ割りをする毎日だった）を経て、1989年6月7日に『男同志』で歌手デビュー。同年、第31回日本レコード大賞新人賞を受賞。同期にはマルシア・石原詢子・尾鷲義人がいる。
1994年、『夢いちど』で紅白歌合戦に初出場。審査員として出演したイチローは、好きな歌手は香田晋であるとコメントしてした。
1998年10月12日、7歳年下の女性と結婚し、翌年に長男が誕生した。長男の名前は一般公募し、約4000通の応募を参考に命名した。のちに長女が誕生した。
2005年から『クイズ!ヘキサゴン 今夜はクイズパレード!!』にレギュラー出演し、「おバカタレント」として知名度を上げるが、「おバカ」を演じ続けて精神的負担が増える。
2009年8月に離婚。2児の親権は香田が有する。2010年、芸能界で初めて鮪解体師1級免許を取得。
ストレス性の発声障害を発症したことをきっかけに、2012年4月25日付で所属事務所ゴールデンミュージックプロモーションを退社。同時に芸能界を引退して故郷の福岡に戻り、引退前から交際していた一般女性と再婚。夫婦で料理店や健康な身体づくりを目指す教室の経営を始めた。
芸能界復帰は「もう香田晋で商売するつもりはないし芸能人の人とも一切連絡を取っていないです」と完全否定している。引退理由は『週刊女性』誌の独占インタビューで「いつか自分の口でお話ししなくてはと思っていたが、バラエティーの仕事が主になってしまい、歌手なのに自分の思い通りに歌が歌えなくなり、精神科に通院したりして精神的に追い詰められてしまい逃げ出してしまった。ファンの方に黙って引退してしまい申し訳なかった」と語っている。
引退後は公の場に登場しなかったが、2017年2月16日に死去した師匠である船村の通夜と葬儀に姿を見せ、葬儀で兄弟子の鳥羽一郎や舟木一夫らとともに棺に手を添えて運んだ。
神奈川県横浜市へ住居を構えて故郷の福岡県から転居する。介護に携わった義理の祖母が他界したため、経を読み上げたいと考えて、船村徹の知人である曹洞宗の住職に相談。すると仏門の道に誘われ、2018年11月に得度を受けた。現在は福井県美浜町徳賞寺で僧名「徹心 香雲（てっしん こううん）」として僧侶を務める。月に数回、横浜市と美浜町を往復し、地域イベントで歌や書を披露している。

## 人物
- 血液型はB型、身長165cm。
- 『あずまんが大王』ファンであり、アニメ版の25話でDVD-BOXの告知に出演した。
- 愛車はレクサス・IS F。自動車雑誌『ベストカー』2009年10月10日号にて紹介されている。

## テレビ

### NHK紅白歌合戦出場歴
| 年度/放送回   | 回 | 曲目     | 出演順 | 対戦相手 |
| ------------- | -- | -------- | ------ | -------- |
| 1994年/第45回 | 初 | 夢いちど | 07/25  | 田川寿美 |

注意点
- 出演順は「出演順/出場者数」で表す。

### バラエティ
- はねるのトびら（フジテレビ系列）準レギュラー
- あずまんが大王（第25話のDVD-BOXプレゼント告知にのみ出演。DVD・ビデオには未収録）
- TV☆Lab『イメチェン武闘会』（2009年2月8日、BSフジ）

### ドラマ
- 正月ドラマ いい旅 いい夢 いい女（1999年、NHK）
- 水戸黄門（TBS系列）34部第2話・39部8話
- まるまるちびまる子ちゃん（2007年9月6日、フジテレビ系列） - 田中浩二役（18話）
- お台場探偵羞恥心 ヘキサゴン殺人事件（2008年8月6日、フジテレビ系列） - 本人役

## ラジオ
- 晋ちゃんのああだ!こうだ（文化放送、終了）
- 笑顔一番!（北陸放送ほか、終了）

## ディスコグラフィ

### シングル
| #  | 発売日          | 曲順 | タイトル                    | 作詞         | 作曲         | 編曲       | オリコン 最高順位 | レーベル        | 規格品番   |
| -- | --------------- | ---- | --------------------------- | ------------ | ------------ | ---------- | ----------------- | --------------- | ---------- |
| 1  | 1989年 6月7日   | A面  | 男同志                      | 星野哲郎     | 船村徹       | 蔦将包     | -                 | 東芝EMI         | RT07-2340  |
| 1  | 1989年 6月7日   | B面  | 東京なんて                  | 星野哲郎     | 船村徹       | 南郷達也   | -                 | 東芝EMI         | RT07-2340  |
| 2  | 1989年 10月11日 | A面  | お梶恋しや                  | ジュサブロー | ジュサブロー | 京建輔     | -                 | 東芝EMI         | RT07-2440  |
| 2  | 1989年 10月11日 | B面  | 京悲恋                      | ジュサブロー | ジュサブロー | 京建輔     | -                 | 東芝EMI         | RT07-2440  |
| 3  | 1990年 4月18日  | 01   | ヤン衆丸                    | 星野哲郎     | 船村徹       | 蔦将包     | -                 | 東芝EMI         | TODT-2493  |
| 3  | 1990年 4月18日  | 02   | おれの海                    | 星野哲郎     | 船村徹       | 丸山雅仁   | -                 | 東芝EMI         | TODT-2493  |
| 4  | 1990年 7月25日  | 01   | ゆうやけ                    | 疋田学       | 村下孝蔵     | 徳広雪子   | -                 | 東芝EMI         | TODT-2558  |
| 4  | 1990年 7月25日  | 02   | 晋ちゃん音頭                | 晋ちゃん社中 | 徳広雪子     | 徳広雪子   | -                 | 東芝EMI         | TODT-2558  |
| 5  | 1991年 4月26日  | 01   | 雨じゃんじゃん              | 阿久悠       | 船村徹       | 丸山雅仁   | -                 | 東芝EMI         | TODT-2657  |
| 5  | 1991年 4月26日  | 02   | 夢に生きたら                | 阿久悠       | 船村徹       | 蔦将包     | -                 | 東芝EMI         | TODT-2657  |
| 6  | 1992年 3月25日  | 01   | 手酌酒                      | 下地亜記子   | 岸本健介     | 前田俊明   | -                 | 東芝EMI         | TODT-2812  |
| 6  | 1992年 3月25日  | 02   | 夢あかり                    | 下地亜記子   | 岸本健介     | 前田俊明   | -                 | 東芝EMI         | TODT-2812  |
| 7  | 1993年 4月28日  | 01   | 手酌酒音頭                  | 下地亜記子   | 岸本健介     | 前田俊明   | -                 | 東芝EMI         | TODT-3008  |
| 7  | 1993年 4月28日  | 02   | 迷い川                      | 下地亜記子   | 岸本健介     | 前田俊明   | -                 | 東芝EMI         | TODT-3008  |
| 8  | 1993年 12月1日  | 01   | 渡り鳥…北から南から…        | 阿久悠       | 三木たかし   | 前田俊明   | -                 | 東芝EMI         | TODT-3153  |
| 8  | 1993年 12月1日  | 02   | 泣かせはしない              | 松井由利夫   | 岸本健介     | 前田俊明   | -                 | 東芝EMI         | TODT-3153  |
| 9  | 1994年 5月11日  | 01   | 夢いちど                    | 関口義明     | 花笠薫       | 前田俊明   | -                 | 東芝EMI         | TODT-3239  |
| 9  | 1994年 5月11日  | 02   | 港のわすれ唄                | 関口義明     | 花笠薫       | 前田俊明   | -                 | 東芝EMI         | TODT-3239  |
| 10 | 1995年 2月22日  | 01   | 雪次郎鴉                    | 下地亜記子   | 宮路オサム   | 池多孝春   | 48位              | 東芝EMI         | TODT-3460  |
| 10 | 1995年 2月22日  | 02   | ひとり寝                    | 下地亜記子   | 杉原さとし   | 池多孝春   | 48位              | 東芝EMI         | TODT-3460  |
| 11 | 1995年 9月20日  | 01   | 殿がたよお戯れはなし        | 千家和也     | 幸耕平       | 若草恵     | -                 | 東芝EMI         | TODT-3576  |
| 11 | 1995年 9月20日  | 02   | 別れごころ                  | 多野亮       | 花笠薫       | 伊戸のりお | -                 | 東芝EMI         | TODT-3576  |
| 12 | 1996年 2月7日   | 01   | うそつき                    | 水木れいじ   | 市川昭介     | 池多孝春   | 46位              | 東芝EMI         | TODT-3641  |
| 12 | 1996年 2月7日   | 02   | わがまま                    | 水木れいじ   | 市川昭介     | 池多孝春   | 46位              | 東芝EMI         | TODT-3641  |
| 13 | 1996年 10月9日  | 01   | 雨の小京都                  | 水木かおる   | 市川昭介     | 伊戸のりお | -                 | 東芝EMI         | TODT-3847  |
| 13 | 1996年 10月9日  | 02   | 水玉草                      | 水木かおる   | 市川昭介     | 伊戸のりお | -                 | 東芝EMI         | TODT-3847  |
| 14 | 1997年 5月21日  | 01   | ネオン舟                    | 喜多條忠     | 叶弦大       | 桜庭伸幸   | -                 | 東芝EMI         | TODT-3937  |
| 14 | 1997年 5月21日  | 02   | ふたり草                    | 下地亜記子   | 四方章人     | 前田俊明   | -                 | 東芝EMI         | TODT-3937  |
| 15 | 1997年 11月7日  | 01   | 酔うだけ酔わせて            | 下地亜記子   | 岸本健介     | 前田俊明   | -                 | 東芝EMI         | TODT-5091  |
| 15 | 1997年 11月7日  | 02   | 北国                        | 高橋直人     | 西條キロク   | 前田俊明   | -                 | 東芝EMI         | TODT-5091  |
| 16 | 1998年 4月8日   | 01   | 酒場の金魚                  | 阿久悠       | 三木たかし   | 若草恵     | -                 | 東芝EMI         | TODT-5137  |
| 16 | 1998年 4月8日   | 02   | 踊り子の宿                  | 阿久悠       | 三木たかし   | 前田俊明   | -                 | 東芝EMI         | TODT-5137  |
| 17 | 1999年 1月20日  | 01   | ちぎれ雲                    | 荒木とよひさ | 深谷昭       | 前田俊明   | -                 | 東芝EMI         | TODT-5251  |
| 17 | 1999年 1月20日  | 02   | 望郷屋台                    | 荒木とよひさ | 影山時則     | 前田俊明   | -                 | 東芝EMI         | TODT-5251  |
| 18 | 1999年 10月8日  | 01   | シャボン玉フワリ            | 青島幸男     | 三木たかし   | 若草恵     | -                 | 東芝EMI         | TODT-6001  |
| 18 | 1999年 10月8日  | 02   | やがて春が…                 | 青島幸男     | 三木たかし   | 若草恵     | -                 | 東芝EMI         | TODT-6001  |
| 19 | 2000年 3月16日  | 01   | 女のいのち                  | 水木れいじ   | 市川昭介     | 池多孝春   | -                 | 東芝EMI         | TODT-6009  |
| 19 | 2000年 3月16日  | 02   | おもかげ                    | 水木れいじ   | 市川昭介     | 池多孝春   | -                 | 東芝EMI         | TODT-6009  |
| 20 | 2001年 1月17日  | 01   | 何処へ                      | 阿久悠       | 浜圭介       | 竜崎孝路   | -                 | 東芝EMI         | TODT-6067  |
| 20 | 2001年 1月17日  | 02   | 最終便まで                  | うえだもみじ | 田尾将実     | 竜崎孝路   | -                 | 東芝EMI         | TODT-6067  |
| 21 | 2001年 8月1日   | 01   | かんにんや                  | 多野亮       | 花笠薫       | 伊戸のりお | -                 | 東芝EMI         | TODT-6084  |
| 21 | 2001年 8月1日   | 02   | 貴方におまかせします        | 多野亮       | 花笠薫       | 伊戸のりお | -                 | 東芝EMI         | TODT-6084  |
| 22 | 2002年 3月27日  | 01   | お宝女房                    | 関口義明     | 徳久広司     | 前田俊明   | 47位              | キング レコード | KIDX-661   |
| 22 | 2002年 3月27日  | 02   | 男の海                      | 関口義明     | 徳久広司     | 前田俊明   | 47位              | キング レコード | KIDX-661   |
| 23 | 2002年 11月22日 | 01   | 北のいい女                  | 荒木とよひさ | 杉本真人     | 桜庭伸幸   | -                 | キング レコード | KIDX-715   |
| 23 | 2002年 11月22日 | 02   | いいじゃん                  | 建石一       | 杉本真人     | 伊戸のりお | -                 | キング レコード | KIDX-715   |
| 24 | 2003年 5月1日   | 01   | 伊豆の宿                    | 仁井谷俊也   | 市川昭介     | 前田俊明   | 32位              | キング レコード | KIDX-738   |
| 24 | 2003年 5月1日   | 02   | 嵯峨野雨情                  | 仁井谷俊也   | 市川昭介     | 前田俊明   | 32位              | キング レコード | KIDX-738   |
| 25 | 2004年 2月25日  | 01   | 奥飛騨縁歌                  | 石本美由起   | 市川昭介     | 南郷達也   | 40位              | キング レコード | KICM-816   |
| 25 | 2004年 2月25日  | 02   | 別れの海峡                  | 松井由利夫   | 市川昭介     | 南郷達也   | 40位              | キング レコード | KICM-816   |
| 26 | 2004年 8月25日  | 01   | 見返り花                    | 水木かおる   | 遠藤実       | 前田俊明   | 40位              | キング レコード | KICM-838   |
| 26 | 2004年 8月25日  | 02   | すまなかったね              | 水木かおる   | 遠藤実       | 前田俊明   | 40位              | キング レコード | KICM-838   |
| 27 | 2005年 2月2日   | 01   | 北海おとこ船                | 仁井谷俊也   | 大船わたる   | 南郷達也   | -                 | キング レコード | KICM-873   |
| 27 | 2005年 2月2日   | 02   | 心がわり                    | 下地亜記子   | 岸本健介     | 伊戸のりお | -                 | キング レコード | KICM-873   |
| 28 | 2005年 10月26日 | 01   | 炭焼き源造                  | 仁井谷俊也   | 市川昭介     | 桜庭伸幸   | -                 | キング レコード | KICM-916   |
| 28 | 2005年 10月26日 | 02   | 男と女の港町                | 荒木とよひさ | 杉本真人     | 桜庭伸幸   | -                 | キング レコード | KICM-916   |
| 29 | 2006年 6月21日  | 01   | 源さん音頭                  | 上田紅葉     | 花岡優平     | 桜庭伸幸   | -                 | キング レコード | KICM-30018 |
| 29 | 2006年 6月21日  | 02   | 空飛ぶおたまじゃくし        | 上田紅葉     | 花岡優平     | 桜庭伸幸   | -                 | キング レコード | KICM-30018 |
| 30 | 2006年 8月30日  | 01   | おかあさん                  | 島田紳助     | 高原兄       | 岩室晶子   | -                 | キング レコード | KICM-30033 |
| 30 | 2006年 8月30日  | 02   | 南の島〜友へ〜              | 島田紳助     | 高原兄       | 岩室晶子   | -                 | キング レコード | KICM-30033 |
| 31 | 2007年 2月7日   | 01   | 越後湯沢駅                  | 木下龍太郎   | 南郷孝       | 前田俊明   | -                 | キング レコード | KICM-30056 |
| 31 | 2007年 2月7日   | 02   | 小泊岬                      | 木下龍太郎   | 岸本健介     | 前田俊明   | -                 | キング レコード | KICM-30056 |
| 32 | 2008年 1月23日  | 01   | 東京ではめずらしい 四月の雪 | 阿久悠       | 三木たかし   | 若草恵     | -                 | キング レコード | KICM-30123 |
| 32 | 2008年 1月23日  | 02   | 股旅ブルース                | 阿久悠       | 三木たかし   | 若草恵     | -                 | キング レコード | KICM-30123 |
| 33 | 2008年 4月23日  | 01   | 艶歌師                      | 阿久悠       | 三木たかし   | 前田俊明   | 28位              | キング レコード | KICM-30140 |
| 33 | 2008年 4月23日  | 02   | 小淵沢                      | 松井由利夫   | 岡千秋       | 南郷達也   | 28位              | キング レコード | KICM-30140 |
| 34 | 2009年 1月1日   | 01   | 迷い道                      | 澤本嘉光     | 海底二万哩   | 海底二万哩 | -                 | キング レコード | KICM-30189 |
| 34 | 2009年 1月1日   | 02   | こうと決めたら              | 澤本嘉光     | 海底二万哩   | 海底二万哩 | -                 | キング レコード | KICM-30189 |
| 35 | 2009年 4月22日  | 01   | 心のきず                    | 阿久悠       | 三木たかし   | 高田弘     | 37位              | キング レコード | KICM-30205 |
| 35 | 2009年 4月22日  | 02   | 拳骨                        | たかたかし   | 弦哲也       | 前田俊明   | 37位              | キング レコード | KICM-30205 |
| 36 | 2010年 1月6日   | 01   | 木曽恋い三度笠              | 仁井谷俊也   | 叶弦大       | 南郷達也   | 35位              | キング レコード | KICM-30250 |
| 36 | 2010年 1月6日   | 02   | 北の訪ねびと                | 仁井谷俊也   | 叶弦大       | 南郷達也   | 35位              | キング レコード | KICM-30250 |
| 37 | 2010年 7月21日  | 01   | みちのく鯉次郎              | 仁井谷俊也   | 叶弦大       | 南郷達也   | -                 | キング レコード | KICM-30295 |
| 37 | 2010年 7月21日  | 02   | とまり木舟                  | 仁井谷俊也   | 叶弦大       | 南郷達也   | -                 | キング レコード | KICM-30295 |
| 38 | 2010年 10月27日 | 01   | 私にだって                  | 藤本卓也     | 藤本卓也     | 藤本卓也   | -                 | キング レコード | KICM-30311 |
| 38 | 2010年 10月27日 | 02   | お前に幸せを                | たかたかし   | 弦哲也       | 前田俊明   | -                 | キング レコード | KICM-30311 |
| 39 | 2011年 2月23日  | 01   | 修善寺しぐれ                | 仁井谷俊也   | 四方章人     | 南郷達也   | -                 | キング レコード | KICM-30336 |
| 39 | 2011年 2月23日  | 02   | さすらいの旅路              | 仁井谷俊也   | 四方章人     | 南郷達也   | -                 | キング レコード | KICM-30336 |
| 40 | 2011年 10月26日 | 01   | 白川郷                      | たかたかし   | 四方章人     | 南郷達也   | 45位              | キング レコード | KICM-30388 |
| 40 | 2011年 10月26日 | 02   | おさらばかもめさん          | たかたかし   | 四方章人     | 南郷達也   | 45位              | キング レコード | KICM-30388 |

#### デュエット・シングル
| 発売日          | デュエット | 曲順 | タイトル                     | 作詞       | 作曲     | 編曲     | レーベル        | 規格品番   |
| --------------- | ---------- | ---- | ---------------------------- | ---------- | -------- | -------- | --------------- | ---------- |
| 1992年 10月22日 | 原田ゆかり | 01   | 櫂                           | 石本美由起 | 叶弦大   | 前田俊明 | 東芝EMI         | TODT-2931  |
| 1992年 10月22日 | -          | 02   | 北列車 (歌：香田晋)          | 平田まつみ | 花笠薫   | 前田俊明 | 東芝EMI         | TODT-2931  |
| 2006年 2月1日   | 磯山さやか | 01   | きっと明日はいい日           | たけだ湯   | 江上透   | 星野純一 | コナミ デジタル | GBCM-12    |
| 2006年 2月1日   | -          | 02   | 男一匹オレの道! (歌：香田晋) | たけだ湯   | 溝口和彦 | 溝口和彦 | コナミ デジタル | GBCM-12    |
| 2008年 12月10日 | 中村美律子 | 01   | 涙のラブ・メール             | 上田紅葉   | 花岡優平 | 花岡優平 | キング レコード | KICM-30176 |

### アルバム

#### オリジナル・アルバム
| 発売日        | タイトル                   | レーベル | 規格品番   |
| ------------- | -------------------------- | -------- | ---------- |
| 1989年12月6日 | 男同志                     | 東芝EMI  | TOCT-5525  |
| 1991年6月21日 | 雨じゃんじゃん             | 東芝EMI  | TOCT-6179  |
| 1995年7月26日 | 雪次郎鴉 股旅&オリジナル12 | 東芝EMI  | TOCT-8990  |
| 1996年7月10日 | うそつき 作品集            | 東芝EMI  | TOCT-9530  |
| 1998年6月10日 | 大流行歌                   | 東芝EMI  | TOCT-10313 |

#### カバー・アルバム
| 発売日        | タイトル                           | レーベル | 規格品番  |
| ------------- | ---------------------------------- | -------- | --------- |
| 1990年6月27日 | 船村徹作曲生活15000日記念 演歌全集 | 東芝EMI  | TOCT-5721 |

#### ベスト・アルバム
| 発売日         | タイトル               | レーベル       | 規格品番      |
| -------------- | ---------------------- | -------------- | ------------- |
| 1990年12月5日  | 選曲集                 | 東芝EMI        | TOCT-5957     |
| 1992年10月22日 | 全曲集                 | 東芝EMI        | TOCT-6792     |
| 1993年6月16日  | ベスト14 手酌酒音頭/櫂 | 東芝EMI        | TOCT-8043     |
| 1993年10月27日 | ベストアルバム         | 東芝EMI        | TOCT-8217     |
| 1994年6月29日  | ベスト14 夢いちど      | 東芝EMI        | TOCT-8438     |
| 1994年10月26日 | ニューベストナウ       | 東芝EMI        | TOCT-8578     |
| 1995年10月25日 | 全曲集                 | 東芝EMI        | TOCT-9160     |
| 1996年10月23日 | 全曲集                 | 東芝EMI        | TOCT-9667     |
| 1997年10月22日 | 全曲集                 | 東芝EMI        | TOCT-9971     |
| 1998年10月21日 | 全曲集                 | 東芝EMI        | TOCT-10481    |
| 1999年10月20日 | 全曲集                 | 東芝EMI        | TOCT-24220    |
| 2000年10月12日 | 2001全曲集             | 東芝EMI        | TOCT-24441    |
| 2001年10月6日  | 2002全曲集             | 東芝EMI        | TOCT-24668    |
| 2002年9月4日   | 全曲集                 | キングレコード | KICX-2811     |
| 2002年10月9日  | 2003全曲集             | 東芝EMI        | TOCT-24865    |
| 2003年9月3日   | 全曲集                 | キングレコード | KICX-2910     |
| 2003年9月10日  | 2004全曲集             | 東芝EMI        | TOCT-25143    |
| 2004年9月1日   | 全曲集                 | キングレコード | KICX-3210     |
| 2004年9月29日  | 全曲集                 | 東芝EMI        | TOCT-25481    |
| 2005年9月7日   | 全曲集                 | キングレコード | KICX-3310     |
| 2006年9月6日   | 全曲集                 | キングレコード | KICX-3410     |
| 2007年9月5日   | 全曲集2007             | キングレコード | KICX-3510     |
| 2008年9月10日  | 全曲集2009             | キングレコード | KICX-3631     |
| 2009年9月9日   | 全曲集2010             | キングレコード | KICX-3731     |
| 2010年4月7日   | ベストセレクション2010 | キングレコード | KICX-3843〜44 |
| 2010年9月8日   | 全曲集2011             | キングレコード | KICX-3871     |
| 2011年4月20日  | ベストセレクション2011 | キングレコード | KICX-3963〜64 |
| 2011年9月7日   | 全曲集2012             | キングレコード | KICX-3991     |
| 2012年4月11日  | ベストセレクション2012 | キングレコード | KICX-4103〜04 |

### 映像作品

#### ライブ
| 発売日        | タイトル                    | レーベル       | 規格 | 規格品番 |
| ------------- | --------------------------- | -------------- | ---- | -------- |
| 2008年9月26日 | 香田晋 20周年記念コンサート | キングレコード | DVD  | KIBM-182 |

### タイアップ曲
| 年     | 楽曲               | タイアップ                                   |
| ------ | ------------------ | -------------------------------------------- |
| 2002年 | お宝女房           | テレビ東京系『愛の貧乏脱出大作戦』EDテーマ   |
| 2006年 | きっと明日はいい日 | CR『女ねずみ小僧 ただいま参上!』テーマソング |
| 2006年 | 男一匹オレの道!    | CR『女ねずみ小僧 ただいま参上!』挿入歌       |
| 2006年 | おかあさん         | フジテレビ系『クイズ!ヘキサゴンII』EDテーマ  |
| 2009年 | 迷い道             | 東京ガス『ガスパッチョ』CMソング             |

## 著書
- ハチマキ王子のしりとりレシピ（2008年、幻冬舎）ISBN 4344014693

## 広告
- エバラ食品工業「唐あげの素」 - 「フニクリ・フニクラ」の替え歌を歌唱。
- ハウス食品「太打ラーメン ほんしこ」 - 高杢禎彦・尾藤イサオと共演。
- 東京ガス「ガス・パッ・チョ！ 床暖房・演歌編」
- 城南建設「住宅情報館」- 『ゆかいな牧場』の替え歌を歌唱。